# Ozadiwka
Ozadiwka (ukr. Озадівка) – wieś na Ukrainie, w obwodzie żytomierskim, w rejonie berdyczowskim, w hromadzie Rajgródek. W 2001 liczyła 1020 mieszkańców, wśród których 989 wskazało jako ojczysty język ukraiński, 30 rosyjski, a 1 inny.